# Alexandre Vachon
Pour les articles homonymes, voir Vachon.

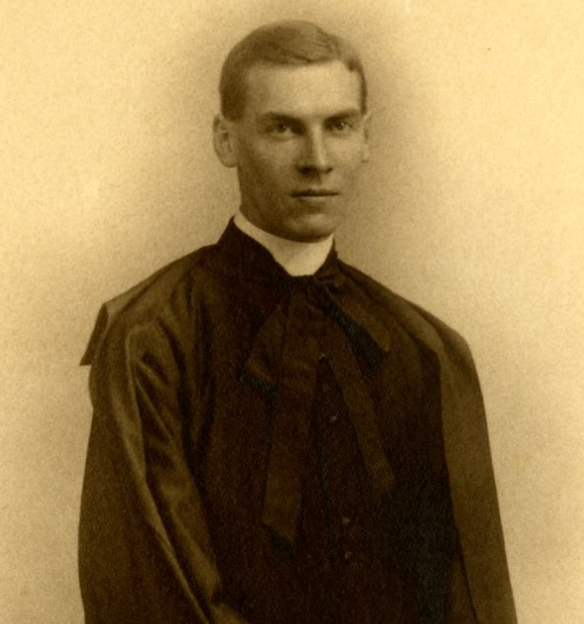
Alexandre Vachon, vers 1910.

Alexandre Vachon, né le 16 août 1885 à Saint-Raymond et mort le 30 mars 1953 à Dallas, est un prélat et scientifique canadien. Il est recteur de l'Université Laval de 1939 à 1940 et archevêque d'Ottawa de 1940 à 1953.

## Biographie

### Jeunesse et formation
Il est le fils de J.-Alexandre Vachon, cultivateur, et de Mary Davidson.
Il fait ses études au petit séminaire de Québec et à l'Université Laval, où il reçoit des diplômes de troisième cycle en droit canonique, philosophie et théologie. Il poursuit ses études en sciences et reçoit des maîtrises à l'Institut de technologie du Massachusetts et à l'université Harvard.

### Prêtre et scientifique
Il est ordonné prêtre le 22 mai 1910. Il enseigne la chimie à l'université Laval. Il est l'auteur d'un Traité élémentaire de chimie. Il est nommé directeur de l'école supérieure de chimie en 1926. Il devient le doyen de la faculté des sciences en 1937 et le recteur de l'université en 1939. Une année plus tard, le pape Pie XII le nomme archevêque à la tête de la province d'Ottawa. Il est consacré le 2 février 1940 par Guillaume Forbes avec comme co-consécrateurs Charles Leo Nelligan (en) et Joseph Charbonneau
Pendant ce temps, Vachon s'était intéressé au génie des mines et à la tenue des congrès eucharistiques internationaux. Il était aussi devenu le président du Conseil national de recherches, du Conseil des pêcheries du Canada et membre du conseil d'administration de Radio-Canada.

### Évêque
À la suite de sa consécration épiscopale, il avait pris pour devise Ad Jesum per Mariam, ce qui fait référence au lien étroit entre le Cœur immaculé de Marie et le Sacré-Cœur de Jésus. Ses collègues universitaires Adrien Pouliot et Ernest Lemieux lui offrent en don une crosse épiscopale à l'occasion de son sacre.
Alexandre Vachon a une profonde spiritualité mariale et, en 1947, il organise le congrès marial d'Ottawa, qui réunit plus de 200 000 catholiques du Canada et de l'univers et qui marque les consciences à l'époque. Les fidèles étaient venus prier dans le parc Lansdowne pour le maintien de la paix dans le contexte difficile du début de la guerre froide et de la fin de la Seconde Guerre mondiale.
En récompense pour le succès du congrès, Vachon est nommé comte romain, ce qui lui permet d'entrer dans le cercle intime du pape. Il aurait été candidat pour le sacré collège. En 1950, il se rend dans la ville éternelle pour assister aux célébrations de la semaine sainte.
En 1951, Alexandre Vachon plaide en faveur des droits scolaires des franco-ontariens à la suite de la publication du rapport Hope. Il a été membre des associations françaises et a voulu défendre le patrimoine culturel canadien-français.
Il meurt le 30 mars 1953 à Dallas, lors d'un voyage à l'âge de 67 ans.
Le fonds d’archives Alexandre Vachon est conservé au centre d’archives de Québec de la Bibliothèque et Archives nationales du Québec.

## Succession apostolique
Alexandre Vachon a ordonné les évêques suivants :
- Évêque Lionel Scheffer, O.M.I. (1946)

## Honneurs
- 1952: Médaille Gloire de l'Escolle décernée par l'association des diplômés de l'Université Laval pour contribution exceptionnelle à sa profession et à la société.
- Le pavillon Alexandre-Vachon de l'Université Laval est nommé en son honneur.